# Yassin Guellet
Yassin Guellet (23 februari 1974) is een Belgische voormalige atleet, gespecialiseerd in het hink-stap-springen en het verspringen. Hij veroverde twee Belgische titels.

## Biografie
Yassin Guellet werd in 1991 Belgisch indoorkampioen in het hink-stap-springen. Hij won dat jaar ook het verspringen op het Europees Jeugd Olympisch Festival. Het jaar nadien nam hij deel aan de wereldkampioenschappen voor junioren. Hij werd zevende in de finale. In 1993 nam hij deel aan de Europese kampioenschappen U20. Hij veroverde een bronzen medaille in het verspringen. Hij werd uitgeschakeld in de reeksen van de 100 m en de 4 x 100 m. Hij verbeterde dat jaar ook het Belgisch juniorenrecord in het verspringen naar 7,86 m. Als senior kon hij geen Belgische titels meer veroveren.
Guellet was aangesloten bij Excelsior Sports Club.

## Belgische kampioenschappen
Indoor
| onderdeel        | jaar |
| ---------------- | ---- |
| hinkstapspringen | 1991 |
| zevenkamp        | 1995 |

## Persoonlijke records
| Onderdeel             | Prestatie | Datum       | Plaats  |
| --------------------- | --------- | ----------- | ------- |
| verspringen (outdoor) | 7,86 m    | 23 mei 1993 | Merksem |

## Palmares

### 100 m
- 1993: 7e series EK junioren in San Sebastian - 10,97 s

### verspringen
- 1991:  EJOF in Brussel - 7,56 m
- 1992: 7e WK junioren in Seoel - 7,49 m
- 1993:  EK junioren in San Sebastian - 7,59 m
- 1994:  BK indoor AC - 7,39 m
- 1995:  BK AC - 7,56 m
- 1996:  BK indoor AC - 7,35 m

### hink-stap-springen
- 1991:  BK indoor AC - 15,04 m
- 1995:  BK AC - 15,30 m (+2.2 m/s)

### zevenkamp
- 1995:  BK indoor - 5084 p
- 1996:  BK indoor - 5386 p

### 4 x 100 m
- 1993: 4e series EK junioren in San Sebastian – 42,23 s

## Onderscheidingen
- 1991: Gouden Spike voor beste belofte